# Fabrizio Guidi
Fabrizio Guidi (Pontedera, 13 d'abril de 1972) és un ciclista italià, ja retirat, que fou professional entre 1995 i 2007. Bon esprintador, durant la seva carrera aconseguí unes quaranta victòries, destacant tres etapes de la Volta a Espanya i dues del Giro d'Itàlia. En aquestes dues curses també guanyà el premi de la regularitat i tres vegades l'Intergiro.
Una vegada retirat passà a exercir de director esportiu en diferents equips ciclistes. Des del 2021 forma part de l'equip tècnic de l'equip UAE Emirates.

## Palmarès
- 1994
  - 1r al Gran Premi Ciutat de Felino
- 1995
  - 1r al Tour de Valclusa
  - Vencedor d'una etapa de la Volta a Portugal
- 1996
  - 1r al Gran Premi de la Costa dels Etruscs
  - 1r al Gran Premi del Cantó d'Argòvia
  - 1r als Tre Valli Varesine
  - 1r al Tour de Valclusa i vencedor de 3 etapes
  - 1r a la Volta a Dinamarca i vencedor d'una etapa
  - 1r al Giro di Puglia i vencedor d'una etapa
  - 1r al Giro delle Valli Aretine
  - 1r al Trofeo dello Stretto i vencedor d'una etapa
  - 1r al Gran Premi de la Indústria i el Comerç de Prato
  -  1r de la Classificació per punts i  1r de l'Intergiro del Giro d'Itàlia
- 1997
  - 1r al Giro delle Valli Aretine
  - Vencedor d'etapes de la Volta a Portugal
  - Vencedor d'una etapa dels Tres dies de La Panne
  - Vencedor d'una etapa de la Bicicleta Basca
- 1998
  - Vencedor de 3 etapes de la Volta a Espanya i 1r de la classificació per punts 
  - Vencedor d'una etapa dels Quatre dies de Dunkerque
- 1999
  - 1r al Gran Premi Pino Cerami
  - Vencedor d'una etapa del Giro d'Itàlia i  1r de l'Intergiro
- 2000
  - 1r a la Brussel·les-Izegem
  - Vencedor d'una etapa del Giro d'Itàlia i  1r de l'Intergiro
  - Vencedor d'una etapa de la Volta als Països Baixos
  - Vencedor d'una etapa del Giro de Lucca
- 2001
  - Vencedor d'una etapa de la París-Niça
  - Vencedor d'una etapa del Tour de la Regió Valona
  - Vencedor d'una etapa del Tour de Romandia
- 2002
  - 1r a la Florència-Pistoia
  - Vencedor d'una etapa del Brixia Tour
- 2004
  - Vencedor d'una etapa del Tour de la Regió Valona
  - Vencedor d'una etapa de la Volta a Dinamarca
- 2005
  - Vencedor d'una etapa de la Volta a Àustria
- 2006
  - 1r al Tour de la Regió Valona i vencedor de 2 etapes
  - Vencedor d'una etapa de la Volta a Àustria
  - Vencedor d'una etapa de la Volta a Polònia

### Resultats al Tour de França
- 1998. Abandona (5a etapa)
- 2003. 103è de la classificació general

### Resultats a la Volta a Espanya
- 1997. 84è de la classificació general.  Porta el mallot or durant 1 etapa
- 1998. 63è de la classificació general. Vencedor de 3 etapes.  1r de la classificació per punts. Porta el mallot or durant 2 etapes
- 1999. Abandona
- 2002. Abandona
- 2003. 82è de la classificació general

### Resultats al Giro d'Itàlia
- 1996. 62è de la classificació general.  1r de la Classificació per punts.  1r de l'Intergiro
- 1998. Abandona
- 1999. 64è de la classificació general. Vencedor d'una etapa.  1r de l'Intergiro
- 2000. 94è de la classificació general. Vencedor d'una etapa.  1r de l'Intergiro
- 2002. Abandona
- 2006. Abandona (18a etapa)